# Uszkodzenia przez ptaki (wada drewna)
Uszkodzenia drewna przez ptaki – wada drewna z grupy uszkodzeń mechanicznych polegająca na naruszeniu przez ptaki tkanek drzew stojących żywych, obumierających, martwych lub rzadziej drewna okrągłego i przetworzonego. Występuje w postaci otworów na pobocznicy pnia o różnej średnicy i głębokości, rzadziej w innych postaciach. Uszkodzenia te występują w drewnie wszystkich gatunków drzew, obniżając wydajność surowca drzewnego. Pomiaru wady nie wykonuje się, stwierdza się jedynie obecność lub określa się liczbę występujących otworów.
Typowym uszkodzeniem są dziuple dzięciołowatych, często zakładane są w chorym drewnie, zaatakowanym przez grzyby lub owady. Z uwagi na swój rozmiar oraz łatwość wtórnego porażenia drewna przez grzyby dziuple traktowane są jako specyficzny rodzaj zgnilizny.
Innym typowym przykładem działalności dzięciołów jest nakłuwanie wczesną wiosną kory zdrowych drzew. Regularne, coroczne nakłuwanie nosi nazwę obrączkowania, może ono w kolejnych latach doprowadzić do powstawania w uszkodzonych miejscach deformacji i zgrubień. Osłabione drzewa mogą stać się ofiarami owadów i grzybów.
Również dzięcioły w poszukiwaniu larw owadów żyjących w drewnie uszkadzają znaczne fragmenty drewna.
We wczesnym etapie wykształcania kłód i strzał (np. na etapie uprawy) wiele ptaków rozdziobuje pędy wierzchołkowe sadzonek, doprowadzając do różnych form krzywizn. Pędy wierzchołkowe są niszczone przez niektóre: kuraki, krukowate, łuszczaki i grzywacza.
W Polsce mimo wszystkich szkodliwych działań ptaków dotyczących uszkodzeń drewna, nie podejmuje się działań zapobiegawczych. W cennych uprawach leśnych stosuje się jedynie odstraszanie albo specjalne osłonki na sadzonki. Pożyteczna działalność ptaków jako entomofagów znacznie przewyższa ich niewielką w wymienionych zakresach szkodliwość.

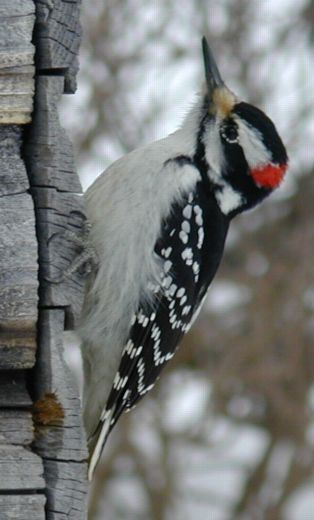
Dzięcioł włochaty szukający pożywienia w drewnie użytym do budowli.
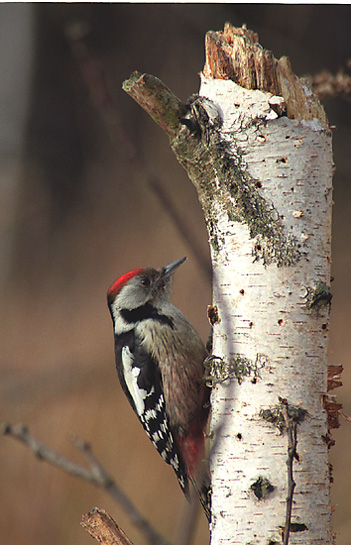
Dzięcioł średni na pniu martwej, zasiedlonej przez larwy owadów brzozie. Widoczne są liczne nakłucia
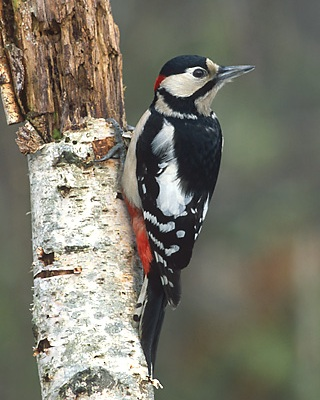
Dzięcioł duży na podobnym pniu
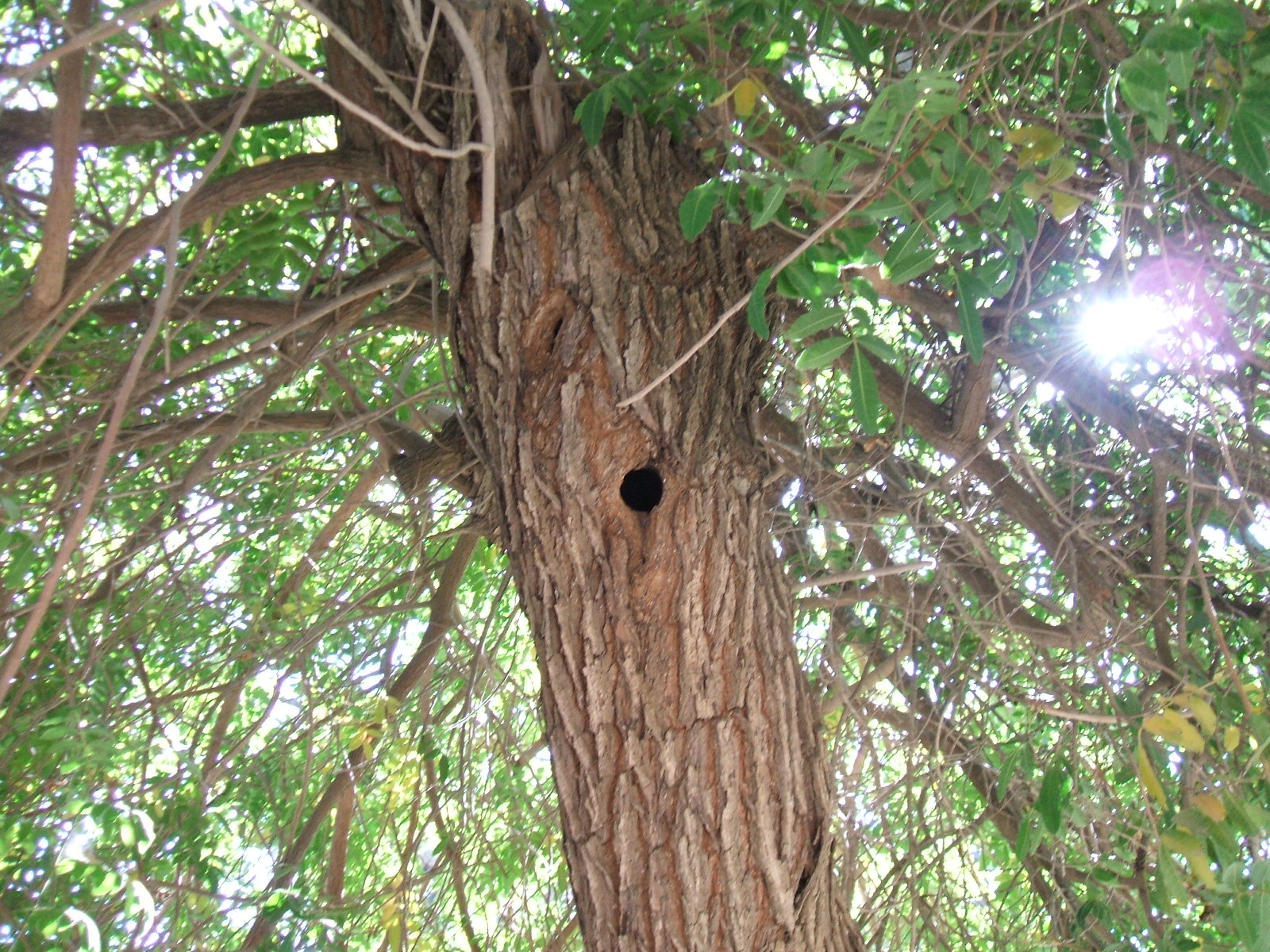
Dziupla dzięcioła białoszyjego
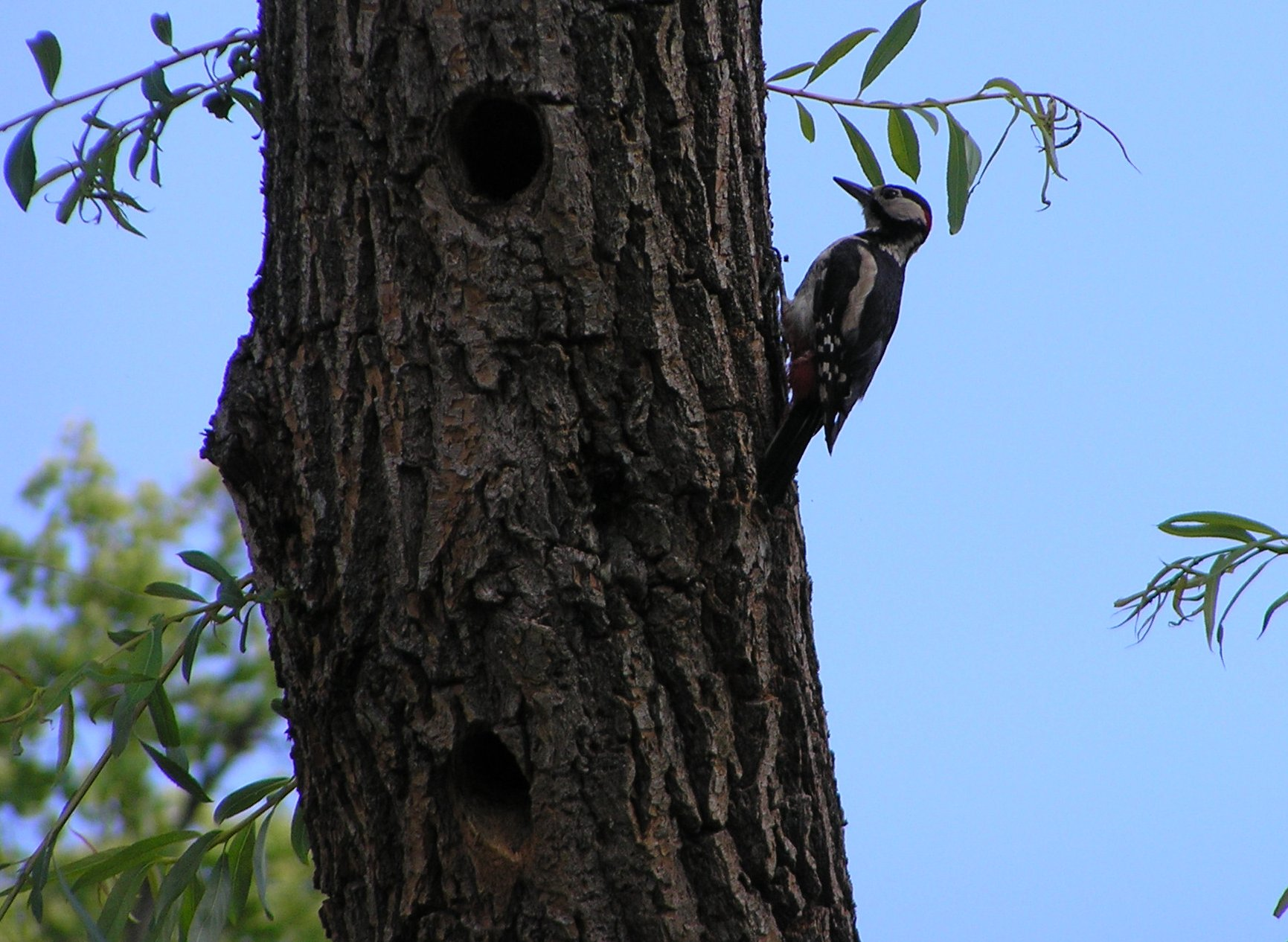
Dzięcioł duży i jego dziuple na wierzbie
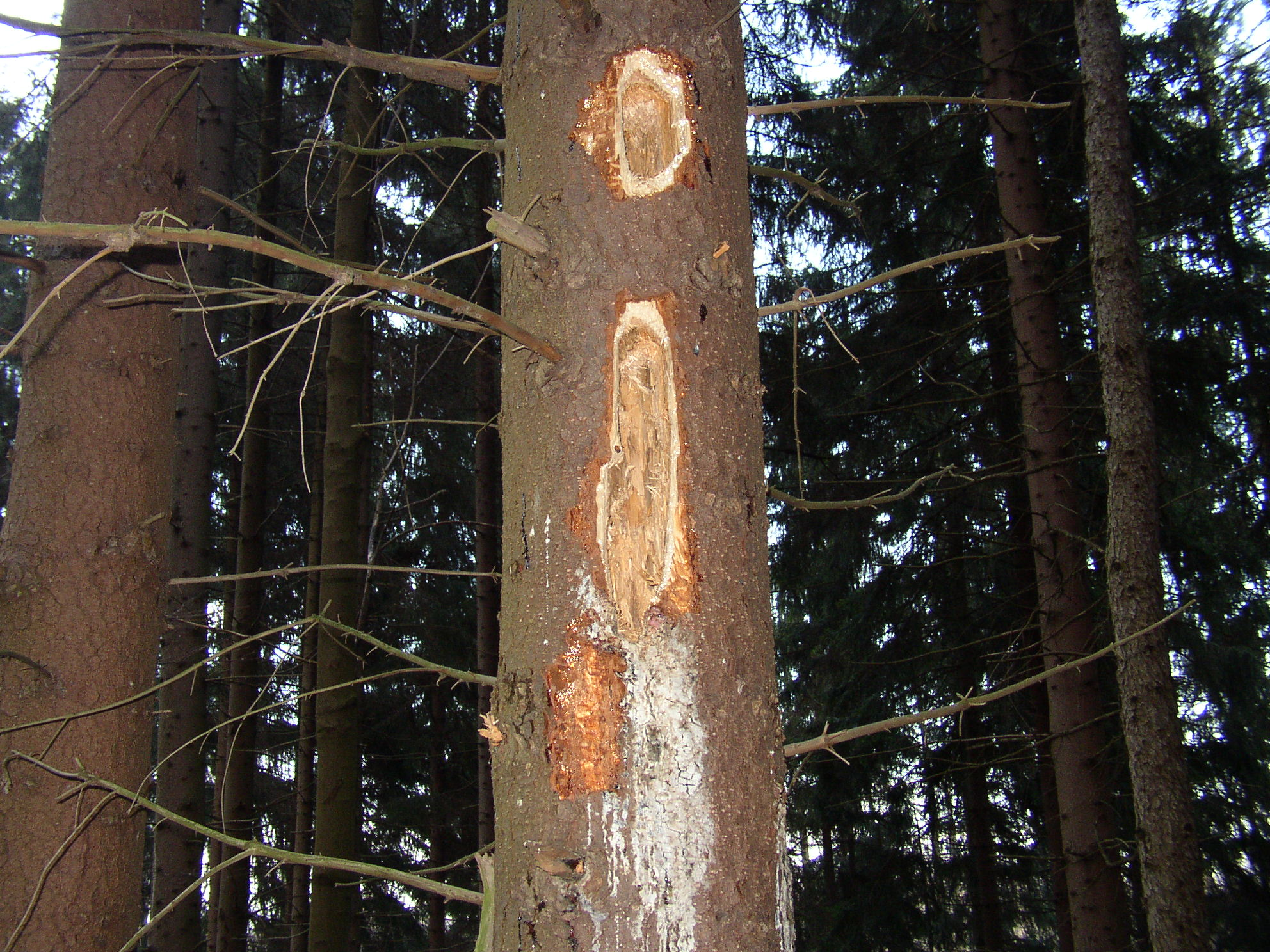
Uszkodzenie drewna świerka przez dzięcioła dużego w trakcie poszukiwań larw kornika drukarza
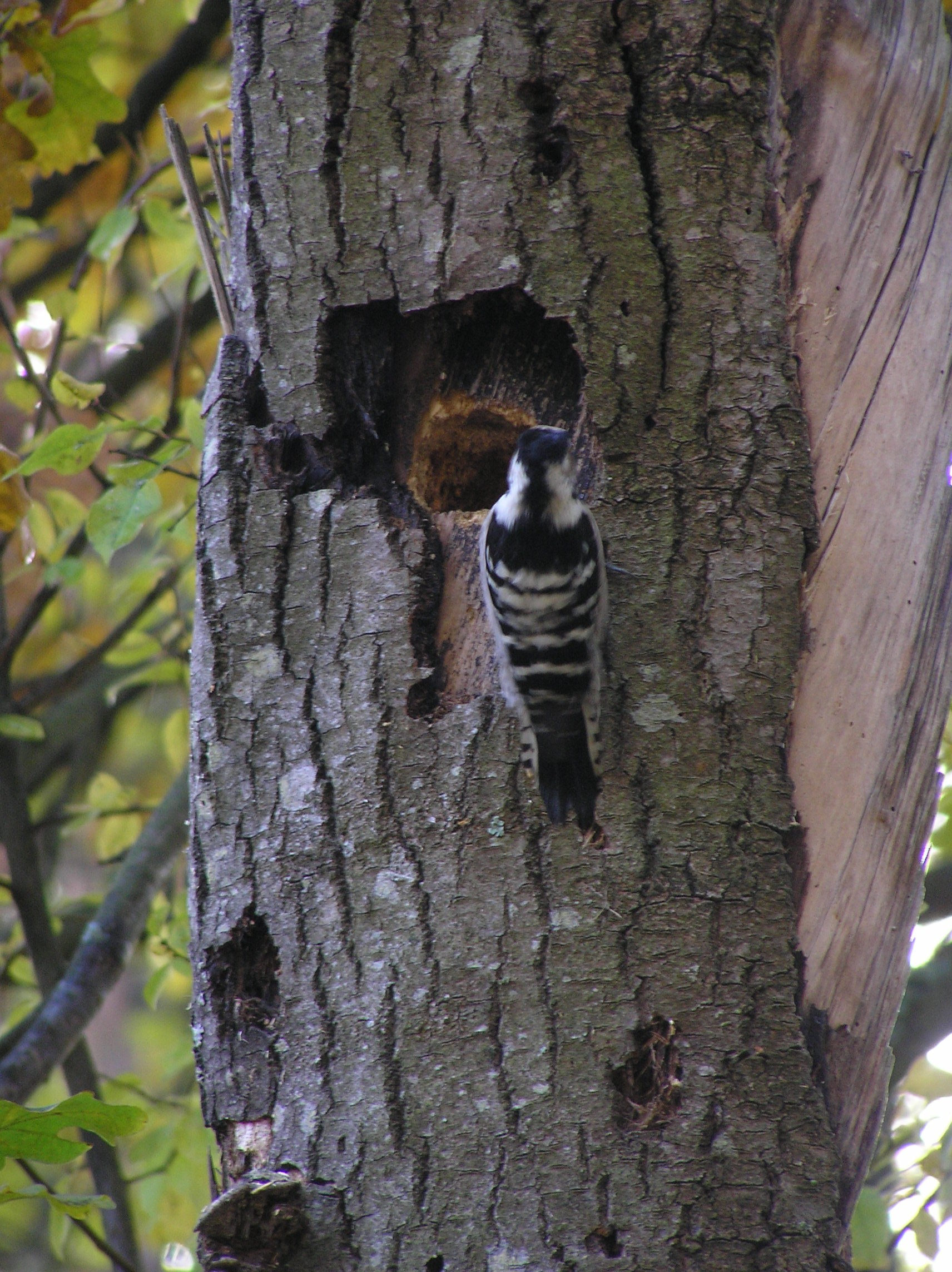
Dzięciołek na dziuplastej wierzbie
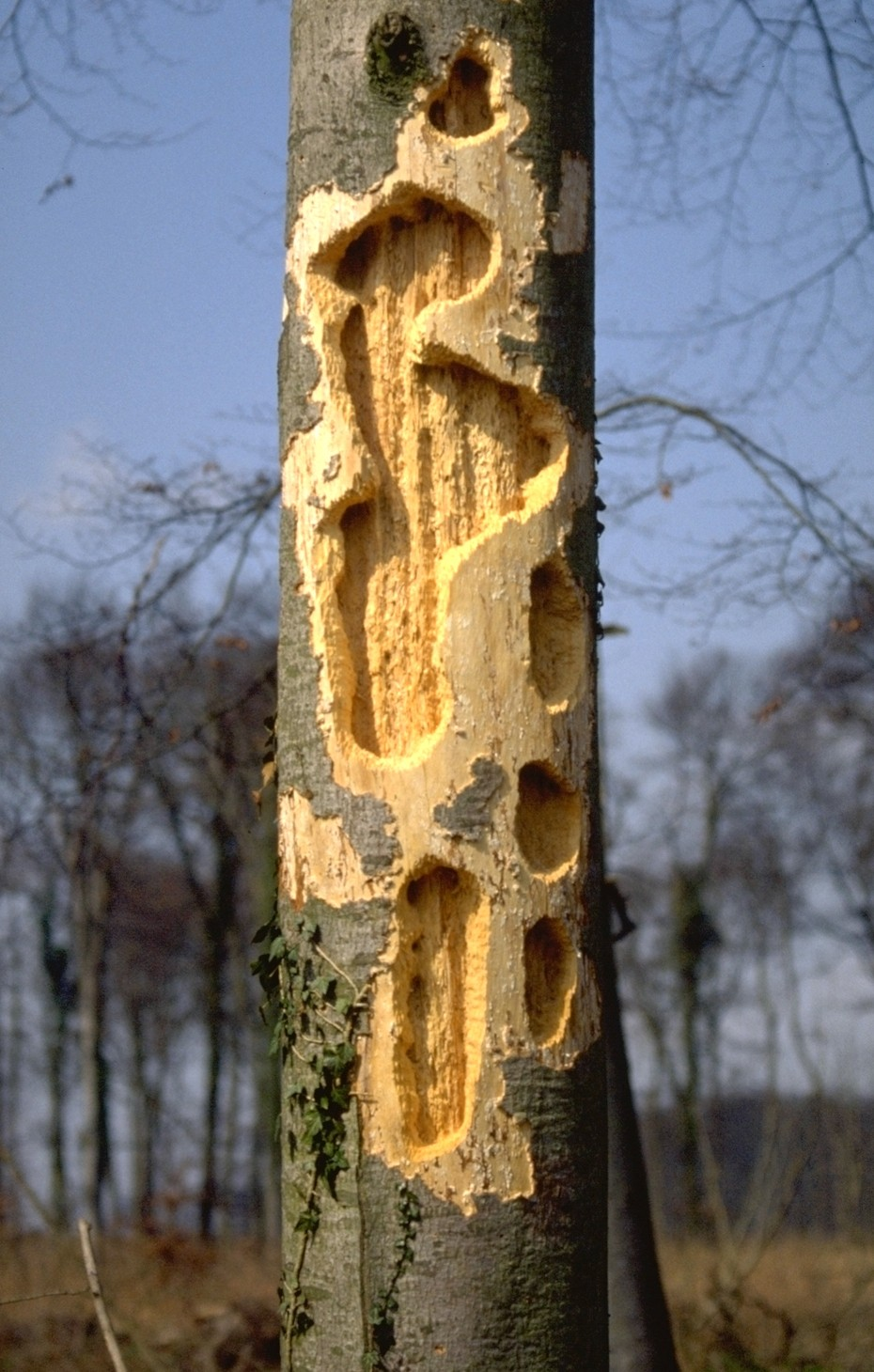
Efekt poszukiwań dzięcioła czarnego
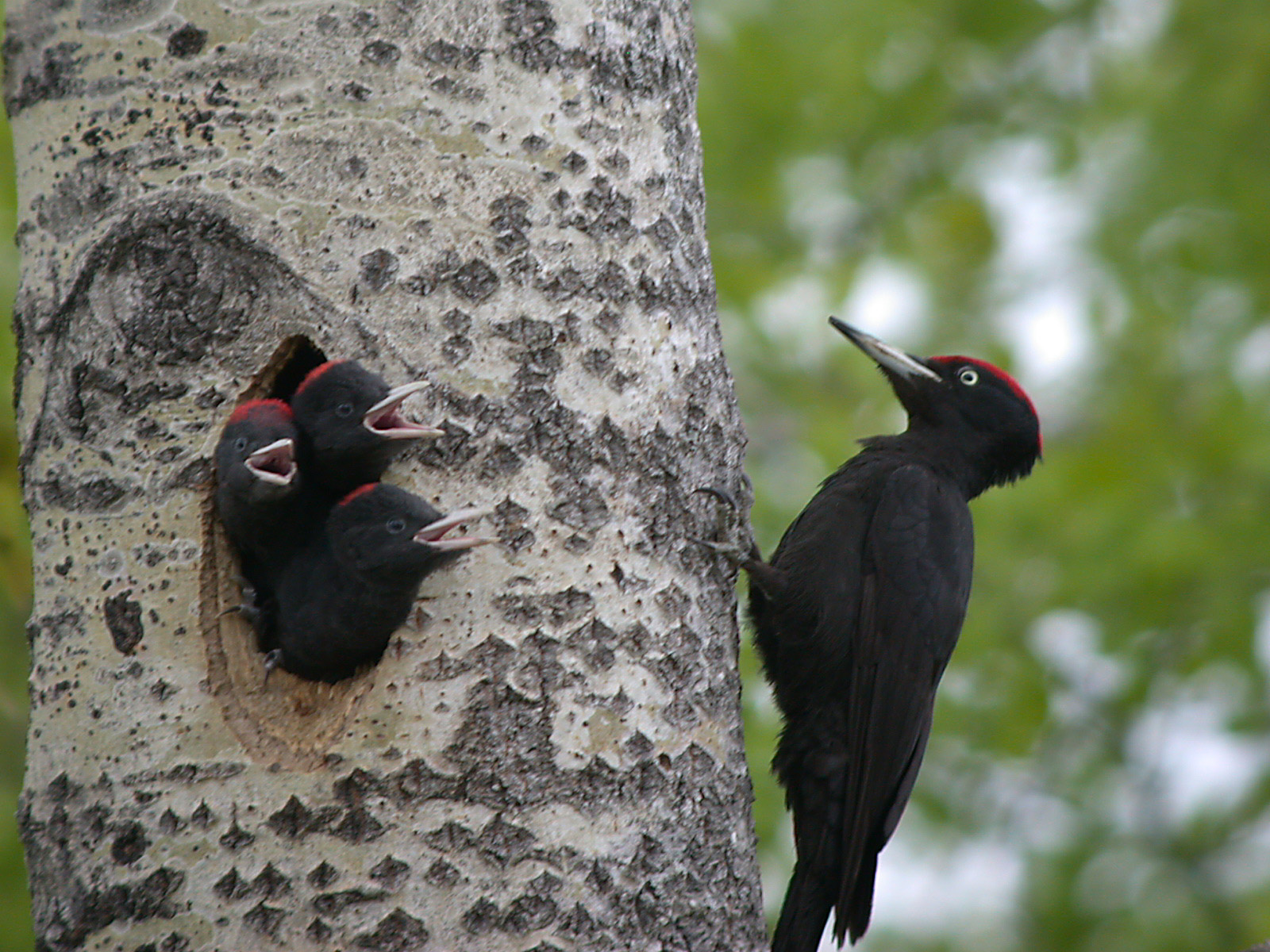
Dziupla dzięcioła czarnego
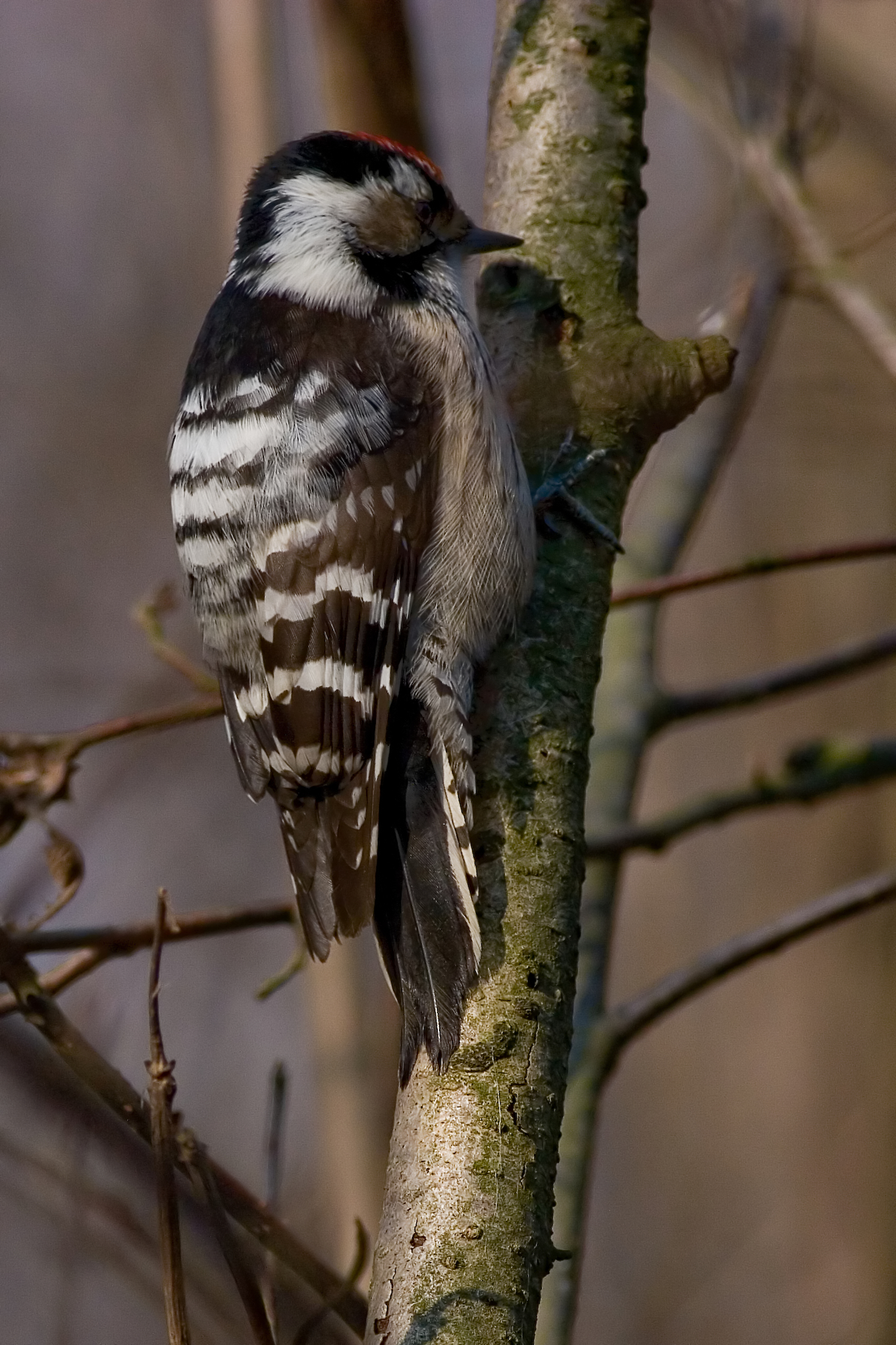
Dzięciołek uszkadzający gałązkę